# رابطه جنسی امن

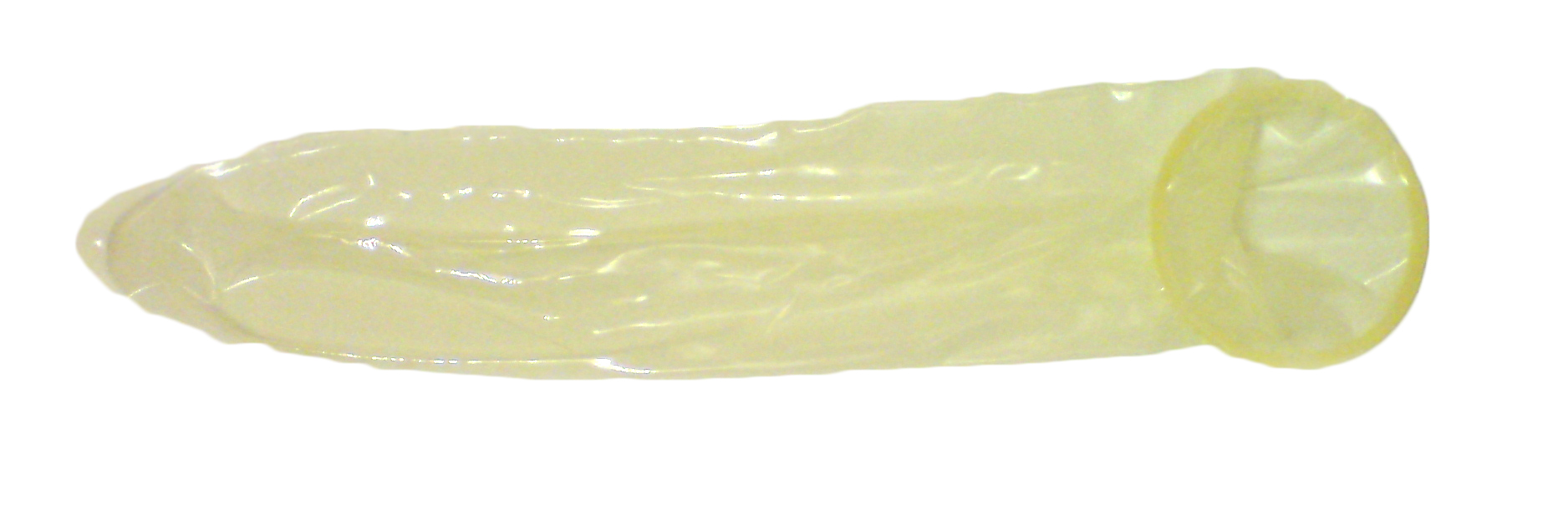
می توان از، کاندوم‌های مردانه (یا "خارجی") برای پوشاندن آلت تناسلی مرد (یا انگشتان یا سایر اعضای بدن) برای رابطهٔ جنسی ایمن هنگام قرار دادن در سوراخ‌های بدن استفاده کرد

رابطهٔ جنسی اَمن، سکس امن (به انگلیسی: Safe sex) یا رابطه جنسی محافظت شده اصطلاحی است که در آن فردی که آمیزش جنسی دارد خود را از بیماری‌های مقاربتی از روش‌های مختلف از جمله استفاده از کاندوم محافظت می‌کند. نقطه مقابل این امر سکس نا امن یا محافظت نشده‌است که در آن شخص به موارد توصیه شده مثل استفاده از کاندوم یا استفاده نکردن از مواد مخدر و الکل بی‌اهمیت است. به تعریفی دیگر سکس مراقبت نشده هر نوع تماس جنسی را می‌گویند که در آن شخص از سلامت خود یا شریک جنسی خود مطلع نباشد. در سکس امن، مشکل از این‌جا حاصل می‌شود که آگاهی از سلامت خود یا دیگران به راحتی میسر نیست. به عنوان مثال؛ در حدود ۹۰ درصد افراد HIV مثبت از آلوده بودن خودشان آگاه نیستند. از طرف دیگر؛ منفی بودن آزمایش‌ها تشخیصی در ابتدای آلودگی با HIV نمی‌تواند دلیل سالم بودن فرد باشد زیرا نتیجه این آزمایش‌ها در اوایل دوره آلودگی معمولاً منفی می‌باشد. برای آگاهی از سلامت افراد باید به رفتارهای آن‌ها توجه کرد. اگر فردی از رفتارهای پرخطر آگاهی داشته باشد بهتر می‌تواند دربارهٔ سلامت خود یا شریک جنسی خود داوری کند. داشتن رفتارهای پرخطر احتمال آلودگی به HIV و سایر عفونت‌های آمیزشی را افزایش می‌دهد.

## رفتارهای جنسی پرخطر
- سکس داشتن شرکای جنسی زیاد
- خشن بودن در زمان تماس جنسی
- مصرف داروهای ناهوشیار کننده قبل سکس
- تماس جنسی محافظت نشده (عدم استفاده از کاندوم)[۲]